# 이명우 (정치학자)
이명우(1964년 2월 25일~)은 대한민국의 정치학자이다.

## 학력
- 1982~1986 서울대학교 인문대학 서양사학 학사
- ~2001 경남대학교 북한대학원 정치학 석사
- ~2009 경남대학교 북한대학원 북한학 박사

## 경력
- 베이징대학 국제관계학원 방문학자
- 2006.08~2007.10: 경기도시공사 상임감사
- 2007.10~2007.12: 제17대 한나라당 대통령후보 상근 특별보좌역
- 2008.01~2008.02: 제17대 대통령직 인수위원회 자문위원
- 2008.07~2009.09: 국회 의장실 정책기획비서관
- 2009.10~2012.12: 한반도선진화재단 정책위원
- 2011.04~2012.01: 한국폴리텍 7대학 울산캠퍼스 학장
- 2013.01: 거버넌스센터 부설 거버넌스연구소 부소장
- 2015.09~2016.05: 국회 국회의장실 정무수석비서관
- 2017: 배재대학교 정치언론안보학과 초빙교수
- 2021.01~2024.12: 제23대 국회도서관장 취임
- 2025.04~2025.05: 국민의힘 김문수 제21대 대통령 선거 경선후보 문수 대통 김문수 승리캠프 정무팀장